# جون بارنز (محامي)
جون بارنز (بالإنجليزية: John Barnes)‏ هو قاضي ومحامي أمريكي، ولد في 26 يوليو 1859، وتوفي في 1919.